# MON-50
Die MON-50 (russisch Мина противопехотная, Осколочная, Направленного поражения, управляемая d. h. Antipersonenmine, Splitter, Richtwirkung) ist eine in der ehemaligen Sowjetunion hergestellte Antipersonenmine, die von den Streitkräften der UdSSR und des übrigen Warschauer Pakts eingesetzt wurde. Sie ist eine Richtmine und ähnelt in Form und Aussehen der US-amerikanischen M18 Claymore.

## Beschreibung
Das Minengehäuse ist aus braunem oder grünem Kunststoff gefertigt und gleichmäßig nach hinten gebogen. An der Minenoberseite befinden sich eine Visiereinrichtung sowie zwei Zündkanäle zur Zünderaufnahme. Die Mine kann mittels Zweibein im Gelände verlegt, oder mit der Halterung an Bäumen angebracht werden. Sie ist inklusive Zweibein und Zünder ca. 360 Millimeter hoch, 226 Millimeter breit und 66 Millimeter tief.
Verpackt werden die Minen mit dem Zubehör in einer Holzkiste zu je sechs Minen, drei Halterungen, drei Tragetaschen und sechs Behältern zum Zündertransport.

## Funktion
Nach Auslösen des Zünders wird die Verstärkerladung zur Wirkung gebracht und dadurch die Hauptladung initiiert. Dadurch werden die ca. 500 zylindrischen Splitter etwa 50 Meter in die durch den Pfeil gekennzeichnete Richtung geschossen.
Die Mine kann elektrisch ferngezündet (ÄDP-r-Zünder), oder durch Stolperdraht ausgelöst werden (Zugzünder der MUV-Serie oder RO-1). Durch den Zeitzünder WZD-6Tsch kann eine Auslösezeit von 15 Minuten bis sechs Stunden eingestellt werden.

## Räumung
Nach dem Abklemmen der Stromquelle und dem Kurzschließen der Leitung kann der Zünder abgeschraubt werden. MON-50 mit Zeitzünder werden aus Sicherheitsgründen berührungsfrei gesprengt.